# درئیدوئیه
درئیدوئیه یک منطقهٔ مسکونی در ایران است که در استان کرمان واقع شده‌است. درئیدوئیه ۱۷ نفر جمعیت دارد.